# Aki Matsuhashi
Aki Matsuhashi (jap. 松橋 亜希, Matsuhashi Aki; * 6. Oktober 1992 in Kazuno) ist eine japanische Skispringerin.

## Werdegang
Matsuhashi gab ihr internationales Debüt am 2. März 2008 im Rahmen des Skisprung-Continental-Cups. Auf der Zaō-Schanze in Yamagata gelang ihr dabei mit den Plätzen 27 und 29 am Folgetag auf Anhieb der Sprung in die Punkteränge. Auch ein Jahr später konnte sie auf gleicher Schanze mit den Plätzen 27 und 22 Punkte gewinnen. Trotz dieses erneuten Erfolges startete sie auch 2010 nur auf dieser Schanze. 2011 gelang ihr hier auch erstmals der Sprung in die Top 20.
Im Februar 2012 startete sie erstmals außerhalb Yamagatas bei FIS-Springen in Sapporo. Nach zwei guten Top-10-Platzierungen gab sie im September 2012 ihr Debüt außerhalb Japans. In Lillehammer gelangen ihr beim Sommerspringen mit den Plätzen 19 und 26 auch hier deutliche Punktegewinne. Am 2. Februar 2013 gehörte sie schließlich zum Starterfeld für den Skisprung-Weltcup in Sapporo. Bereits im ersten Springen gewann sie einen Weltcup-Punkt. In ihrem zweiten Springen in Yamagata verpasste sie die Punkteränge als 33. nur knapp. Am Ende der Saison belegte sie mit dem einen gewonnenen Punkt in der Gesamtwertung punktgleich mit ihrer Landsfrau Yoshiko Kasai den 54. Platz.

## Erfolge

### Weltcup-Platzierungen
| Saison  | Platz | Punkte |
| ------- | ----- | ------ |
| 2012/13 | 54.   | 01     |

### Continental-Cup-Platzierungen
| Saison  | Platz | Punkte |
| ------- | ----- | ------ |
| 2007/08 | 69.   | 06     |
| 2008/09 | 65.   | 13     |
| 2009/10 | 58.   | 08     |
| 2010/11 | 67.   | 12     |